# Moraxella lacunata
Moraxella lacunata – Gram ujemna, nieprzetrwalnikująca, bezrzęskowa bakteria, o kształcie ziarenkowca. Wzrasta na agarze czekoladowym i agarze z krwią w temperaturze ludzkiego ciała (37°C), nie wywołując na tej ostatniej hemolizy. Nie jest możliwy wzrost na pożywkach zawierających sole amonowe lub octan (różnicowanie z Moraxella osloensis). Jako źródło węgla wykorzystywane są kwasy tłuszczowe inne niż propionowy (np. kwas masłowy). Część szczepów potrafi wykorzystać do tego celu również etanol. 
Występuje na powierzchni błony śluzowej, czasem powoduje zakażenia oportunistyczne. Bakteria wywołuje zapalenie spojówek, które może przejść w owrzodzenie rogówki.